# Sdružení obcí Roketnice
Sdružení obcí Roketnice je svazek obcí v okrese Brno-venkov, jeho sídlem je Mokrá-Horákov a jeho cílem je regionální rozvoj obecně, stavba kanalizace a postavení čistírny odpadních vod. Sdružuje celkem 9 obcí a byl založen v roce 2002.
Svazek je pojmenován po říčce Roketnici, která protéká územím sdružených obcí od Hostěnic na severu přes Mokerskou nádrž a Ponětovický rybník, za nímž se vlévá do Říčky. Jiříkovice, Šlapanice či Ponětovice na dolním toku říčky se však svazku neúčastní, sdružení tak zahrnuje jen obce z horní části toku, severně od dálnice D1.

## Obce sdružené v mikroregionu
- Hostěnice
- Kovalovice
- Mokrá-Horákov
- Podolí
- Pozořice
- Sivice
- Tvarožná
- Velatice
- Viničné Šumice